# Lodovico De Filippis
Lodovico De Filippis (Ancona, Provincia de Ancona, Italia, 22 de diciembre de 1915 - Palazzolo sull'Oglio, 12 de marzo de 1985) fue un exfutbolista y director técnico italiano. Se desempeñaba en la posición de centrocampista.

## Clubes

### Como futbolista
| Club             | País   | Año         |
| ---------------- | ------ | ----------- |
| Fano 1906        | Italia | 1932 - 1936 |
| Bologna F. C.    | Italia | 1936 - 1937 |
| Juventus F. C.   | Italia | 1937 - 1939 |
| Unione Venezia   | Italia | 1939 - 1940 |
| Triestina Calcio | Italia | 1940 - 1943 |
| Brescia Calcio   | Italia | 1945 - 1948 |
| Nuova Pro Sesto  | Italia | 1948 - 1949 |
| A. C. Palazzolo  | Italia | 1949 - 1952 |

### Como entrenador
| Club            | País   | Año         |
| --------------- | ------ | ----------- |
| A. C. Palazzolo | Italia | 1951 - 1952 |

## Palmarés

### Como futbolista

#### Campeonatos nacionales
| Título      | Club           | País   | Año     |
| ----------- | -------------- | ------ | ------- |
| Serie A     | Bologna F. C.  | Italia | 1936-37 |
| Copa Italia | Juventus F. C. | Italia | 1937-38 |